# Gerd G. Kopper
Gerd G. Kopper (* 7. Juni 1941 in Berlin) ist ein deutscher Kommunikationswissenschaftler und Hochschullehrer.

## Leben und Wirken
Gerd G. Kopper studierte nach seiner Reifeprüfung 1961 in Ahrensburg Publizistik, Soziologie und Geschichte an der Freien Universität Berlin und der Indiana University Bloomington. An der Indiana University legte er 1965 die Prüfung zum „Master of Arts“ ab, seine Promotion erfolgte 1967 bei Fritz Eberhard an der Freien Universität Berlin. In einem Zweitstudium beschäftigte sich Kopper anschließend mit der Rechtswissenschaft sowie der Industriebetriebslehre und erlernte die japanische Sprache an der Universität Bonn. Zunächst war er als Dozent in der Journalistenausbildung tätig und arbeitete in verschiedenen Funktionen im Verlagsbereich. Von 1976 bis zu seiner Emeritierung 2006 war Kopper als Hochschullehrer an der Technischen Universität Dortmund tätig. Dort hatte er eine Professur für Journalistik bzw. „Strukturfragen der Massenmedien“ inne. Hauptschwerpunkte seiner Arbeit, die durch auswärtige Gastdozenturen und Beratertätigkeiten ergänzt wurden, waren neben der Journalistenausbildung die Gebiete der Medienpolitik, Medienökonomie und des Medienrechts.
Ausgezeichnet wurde er 2006 von der Universität Bukarest und mit dem Verdienstorden der Republik Rumänien.

## Veröffentlichungen (Auswahl)
- Zeitungsideologie und Zeitungsgewerbe in der Region. Eine Fallstudie zu den politischen Voraussetzungen und Strukturbedingungen der Konzentration in Schleswig-Holstein 1945–1970 (mit Nachträgen 1971). Bertelsmann, Düsseldorf 1972, ISBN 3-571-09117-5 (= Dissertation Freie Universität Berlin).
- Massenmedien. Wirtschaftliche Grundlagen und Strukturen. Analytische Bestandsaufnahme der Forschung 1968–1981 (= Schriften der Deutschen Gesellschaft für COMNET, Bd. 2). Universitätsverlag, Konstanz 1982, ISBN 3-87940-217-5.
- (Hrsg.): Marktzutritt bei Tageszeitungen – zur Sicherung von Meinungsvielfalt durch Wettbewerb (= Dortmunder Beiträge zur Zeitungsforschung, Bd. 39). Saur, München 1984, ISBN 3-598-21296-8.
- Anzeigenblätter als Wettbewerbsmedien. Eine Studie zu Typologie, publizistischem Leistungsbeitrag, Entwicklung von Wettbewerbsrecht und Wettbewerbsstrukturen auf der Grundlage einer Gesamterhebung im Werbemarkt Nielsen II, Nordrhein-Westfalen (= Kommunikation und Politik, Bd. 25). Saur, München 1991, ISBN 3-598-20555-4.
- (mit Franz Dröge): Der Medien-Prozeß. Zur Struktur innerer Errungenschaften der bürgerlichen Gesellschaft. Westdeutscher Verlag, Opladen 1991, ISBN 3-531-12223-1.
- Medien- und Kommunikationspolitik der Bundesrepublik Deutschland. Ein chronologisches Handbuch 1944 bis 1988. Saur, München 1992, ISBN 3-598-10799-4.
- (Hrsg.): Lokale Werbemärkte. Empirische Untersuchungen zum Marketing lokaler Radios in Nordrhein-Westfalen (= Schriftenreihe Medienforschung der Landesanstalt für Rundfunk Nordrhein-Westfalen, Bd. 5). Leske + Budrich, Opladen 1993, ISBN 3-8100-1051-0.
- (Mitautor): Medienmanager Staat. Von den Versuchen des Staates, Medienvielfalt zu ermöglichen; Medienpolitik im internationalen Vergleich. Fischer, München 1994, ISBN 3-88927-134-0.
- (Hrsg.): Europäische Öffentlichkeit. Entwicklung von Strukturen und Theorie. Vistas-Verlag, Berlin 1997, ISBN 3-89158-187-4.
- (Mithrsg.): Kulturen des Journalismus und politische Systeme. Probleme internationaler Vergleichbarkeit des Journalismus in Europa – verbunden mit Fallstudien zu Großbritannien, Frankreich, Italien und Deutschland (= Informationskultur in Europa, Bd. 3). VISTAS, Berlin 1997, ISBN 3-89158-187-4.
- (Hrsg.): Europa als Herausforderung. Zur Modernisierung und Qualifizierung journalistischer Ausbildung durch europäische Programme und Forschung (= European journalism review series, Bd. 5). Vistas-Verlag, Berlin 2001, ISBN 3-89158-300-1.
- (mit Jürgen Stricker): Medienhandbuch Deutschland. Fernsehen, Radio, Presse, Multimedia, Film. Rowohlt, Reinbek b. Hamburg 2006, ISBN 3-499-61938-5.
- (Hrsg., mit Jürgen Heinrich): Media economics in Europe (= Informationskultur in Europa, Bd. 4). Vistas-Verlag, Berlin 2006, ISBN 3-89158-440-7.
- (Hrsg.): How are you, Mr. President? Nachrichtenarbeit, Berufswirklichkeit und Produktionsmanagement an Korrespondentenplätzen deutscher Medien in den USA. Arbeitsbuch für Medienpraxis und Forschung (= Informationskultur in Europa, Bd. 5). Vistas-Verlag, Berlin 2006, ISBN 3-89158-442-3.
- (Hrsg., mit Peter Gross): Understanding foreign correspondance. A Euro-American perspective of concepts, methodologies, and theories. Lang, New York u. a. 2011, ISBN 978-1-4331-1045-0.

Festschrift
- Hans Bohrmann (Hrsg.): Media industry, journalism culture and communication policies in Europe. von Halem, Köln 2007, ISBN 3-938258-17-9 (Verzeichnis wissenschaftlicher Schriften Gerd G. Kopper, S. 341ff.).